# 이강영
이강영은 대한민국의 물리학자이다.
서울대학교 물리학과를 졸업하고 카이스트에서 입자물리학으로 박사 학위를 받았다. 경상대학교에서 교수로 재직하고 있다.
저서로 《LHC, 현대 물리학의 최전선》(2011), 《보이지 않는 세계》(2012), 《스핀》, 《불멸의 원자》 등이 있다. 《LHC, 현대 물리학의 최전선》은 대형 대형 강입자 충돌기와 유럽 입자 물리 연구소를 소개하는 책이다. 《보이지 않는 세계》는 원자, 중성미자, 쿼크, 블랙홀, 암흑 물질, 다른 차원 등의 탐구에 대한 책이다. 《스핀》은 양자역학에 대한 책이다. 《불멸의 원자》는 입자물리학에 대한 책이다.